# Chiesa di Sant'Andrea Apostolo (Attimis)
La chiesa di Sant'Andrea Apostolo è la parrocchiale di Attimis, in provincia ed arcidiocesi di Udine; fa parte della forania della Pedemontana.

## Storia
La costruzione della chiesa attuale fu iniziata nel 1900 e fu consacrata nel 1906.

## Descrizione

### Esterno

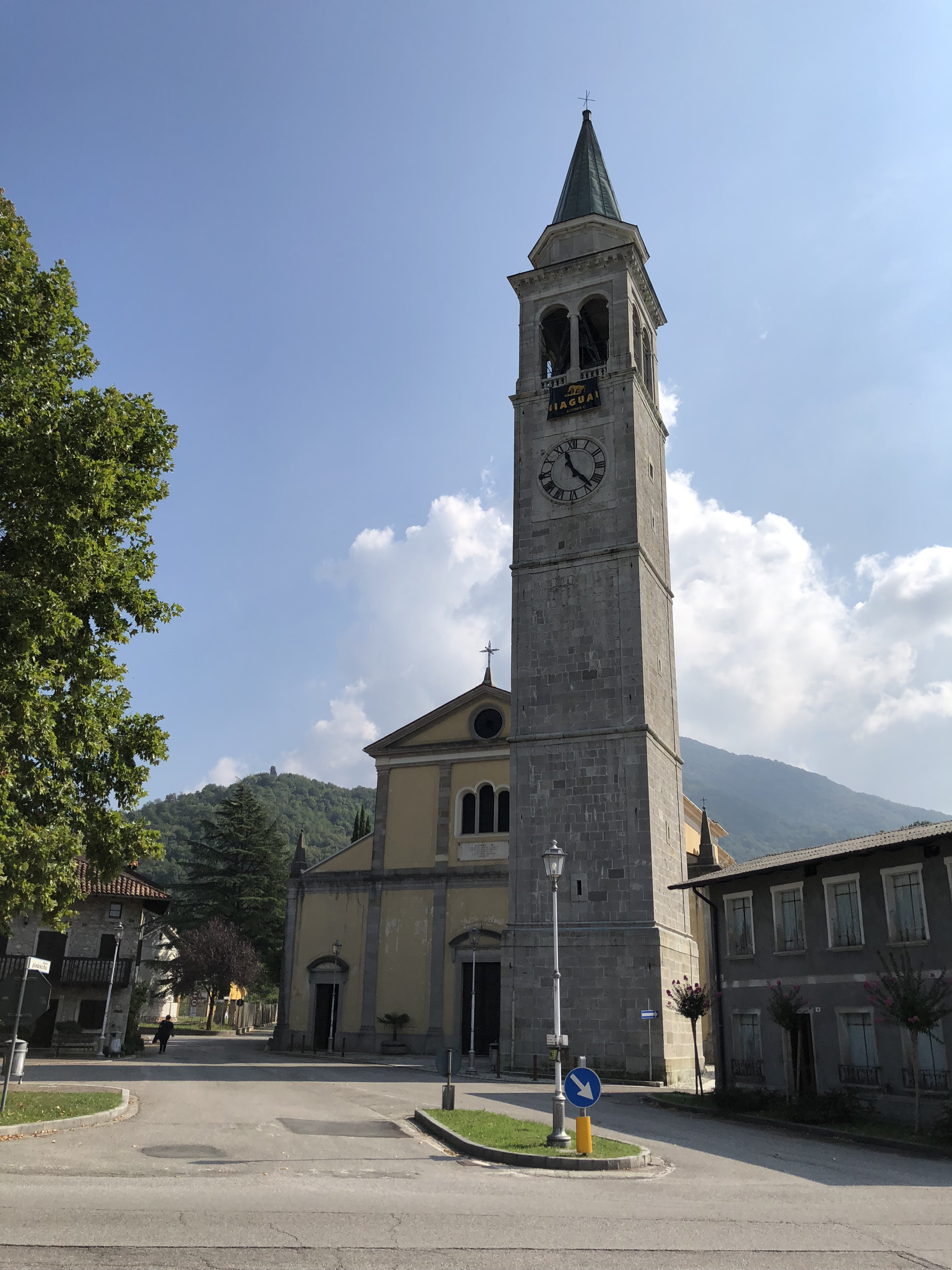
Facciata con campanile

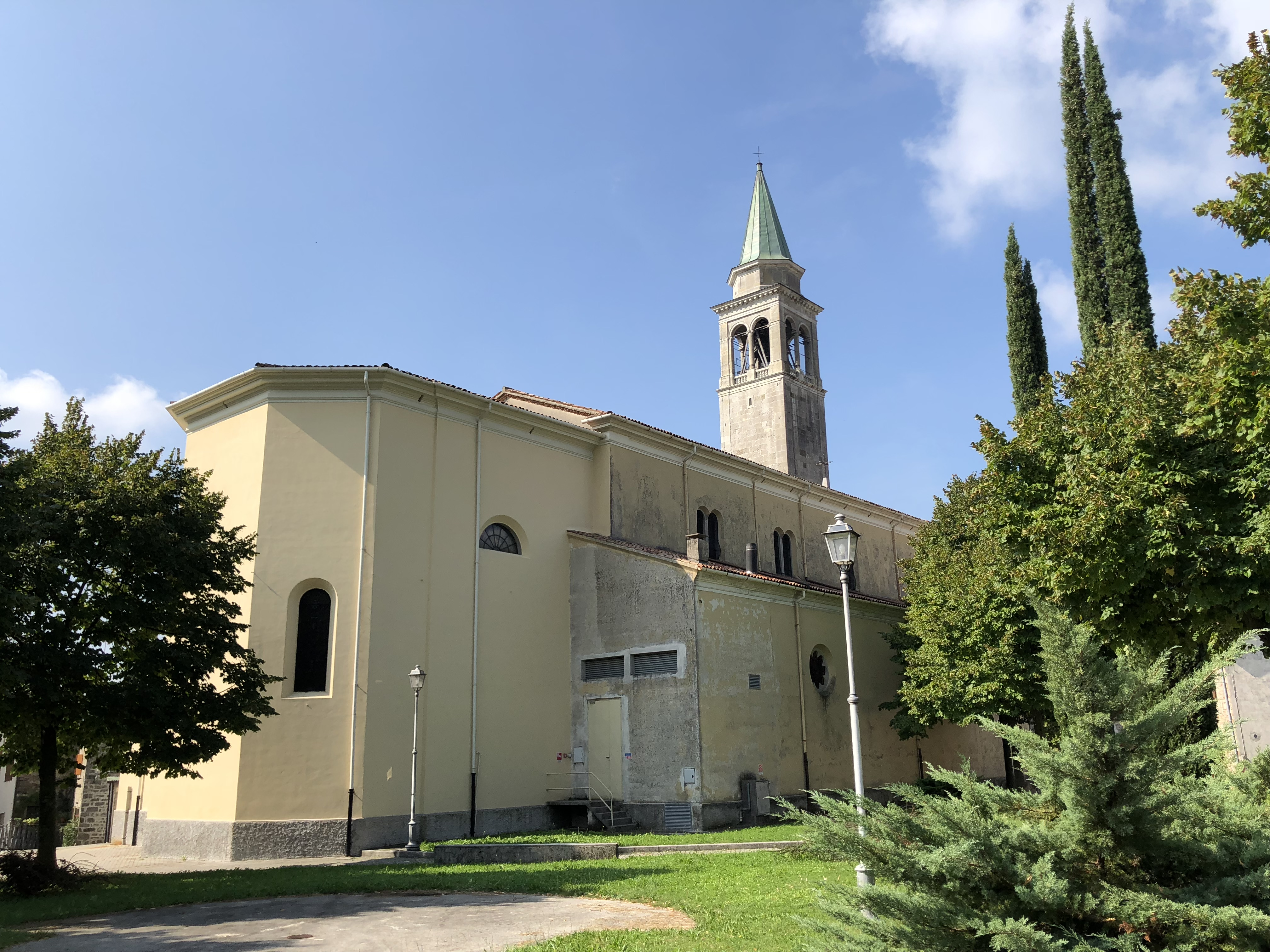
Lato posteriore

Si tratta di un edificio di tipo basilicale a tre navate con un profondo presbiterio, che termina con l'abside. La chiesa si trova a livello del piano stradale, mentre la torre campanaria è posta davanti alla facciata, da essa discosta sul lato della piccola navata meridionale.
Sulla facciata sono presenti tre portali d'ingresso con sovrapposto timpano arcuato ed inoltre trifora impostata al di sopra dell'epigrafe dedicata a Sant'Andrea.

### Interno
L'interno è scandito da quattro arcate a tutto sesto su pilastri compositi le cui paraste definiscono quattro partizioni modulari sulle quali corre il cornicione. Nella sezione superiore di ciascun modulo sono aperte finestre a bifora. Il soffitto di ciascun modulo nella navata principale sia in quelle laterali è voltato a crociera. Nelle navatelle, illuminate da due oculi, due sono gli altari nelle pareti laterali e due in testa. Il presbiterio, rialzato di cinque gradini e definito da balaustre, prospetta tramite l'arcosanto a tutto sesto, è concluso dall'abside trilatera con due finestre a tutto sesto. Due finestre termali si aprono nelle pareti laterali del presbiterio all'interno degli unghioni della volta a botte. Il fonte battesimale a stelo è collocato in controfacciata a settentrione entro cancellata. La pavimentazione è in lastre quadrate di marmo, bianco e grigio, disposte a losanga con corsia centrale.